# Křížová cesta (Slavonín)
Křížová cesta ve Slavoníně v jižní části města Olomouc se nachází u kostela svatého Ondřeje.

## Historie
Křížová cesta je tvořena původně šestnácti výklenkovými kapličkami osazenými v ohradní zdi bývalého hřbitova u kostela svatého Ondřeje. Křížová zastavení pocházejí z roku 1807 a byla vyzdobena obrazy malíře Jana Zapletala. Obrazy byly v 70. letech 20. století zničeny, zůstaly jen výklenky v obvodové zdi.
Do prázdných výklenků kapliček zhotovili zdarma roku 2008 nové obrazy amatérští malíři z Holandska Rob van Dolron a Wima Barends. Ty slavonínský kostel zaujal při jejich toulkách Evropou. Samotné tvorbě předcházely zhruba čtyři měsíce příprav. Po měsíci nepřetržité práce v Olomouci vytvořili čtrnáct klasických zastavení na rozměrných plechových tabulích. Další dva obrazy znázorňující Jidášův polibek a Vzkříšení jsou umístěny ve vstupu do kostela svatého Ondřeje.